# Правец (компютри)
„Правец“ е серия български персонални компютри, създадени от Иван Марангозов и разработени в ИТКР, БАН, произвеждани основно в ЗИМ, Правец и други заводи в България. През 80-те години на XX век са копирани компютърни архитектури на Епъл (при Правец 8x, с изключение на Правец 8Д) (Apple I, Apple II) и IBM PC (при Правец 16). Всички 8-разрядни компютри „Правец“ са с процесор 6502 с работна честота 1,018 MHz или българското му копие СМ630. Производството на всички модели е прекратено в началото на 90-те години след преминаването на България към пазарна икономика.
През 2014 българска частна компания възражда марката, като предлага на пазара Правец 64М, 64Д и SchoolBook с 64-битови процесори Intel (Правец SchoolBook използва ARM процесор AllWinner).

## История
Обсъждайки историята на персоналните компютри в България, трябва да се има предвид, че персоналните компютри са част от цифровата революция (digital revolution) – третата голяма индустриална революция в света след парната машина и електричеството. По тази причина историята на персоналните компютри в България може да се обсъжда само в световен контекст.

### Производство на компютрите Правец
Началото на разработването на българските микрокомпютри започва през 1979 г. Първоначалните модели ИМКО (Индивидуален Микро Компютър) са разработени и произведени от ИТКР (Институт по Техническа Кибернетика и Роботика) към БАН през 1980 г. само в 3 броя.
Първото международно представяне на ИМКО е на Международния симпозиум по роботика в Лондон, където ИМКО управлява българския робот-ръка – РОБКО-01. Управлението на робот чрез микрокомпютър е впечатляващо дори за специалистите от САЩ и Япония, които дотогава ползват миникомпютри за управление на роботи, докато представеното от България решение струва десетки пъти по-малко и е значително по-лесно за използване.
След успеха на приложението на ИМКО-1 (Apple-I) в управление на обекти в роботиката през 1981 са произведени още около 50 броя от ИМКО-1. След доброто им посрещане от потребителите, които ги намират за лесни за работа, през 1982 г. е произведен вторият персонален компютър ИМКО-2, преименуван в Правец-82 и положил началото на серията Правец, наречена на гр. Правец, където е построен и заводът, в който са се произвеждали.
През 1981 г. IBM пуска на пазара IBM PC като публикува пълните схеми и пълния BIOS на компютъра. IBM PC беше ембаргова стока. Започна масово копиране и фирми от Сингапур, Хонг-Конг, Тайланд, Тайван и Южна Корея наводниха пазара с копия на IBM PC/XT. Азиатските фирми печелят пазара за IBM и пазарният дял на Apple силно намалява. Създаването на аналози на компютри на големите фирми се налага като тенденция през 1980-те години. По това време в Източния блок персонални компютри се опитват да произвеждат СССР, България, ГДР и Унгария. През 1984 започва и производството на професионалните компютри от серията Правец-16.
Електронни елементи произвеждат СССР, България, Чехословакия и ГДР. В средата на 80-те години (от 1984 нататък) беше очевидно, че електрониката на Източния блок като отрасъл изостава. Не всички компоненти на използваните от България микропроцесорни фамилии имаха източен аналог, появиха се цели фамилии елементи без аналог, появиха се първите програмируеми матрици (PAL) и гъстотата на логическите елементи се увеличи. За новите елементи се появи нова технология за печатни платки – печатни платки с повърхностен монтаж. Изискването за не повече от 4% западни елементи стана невъзможно за постигане. Все повече елементи се купуваха от запад, а те бяха под ембарго. Това направи производството нередовно и увеличи разходите за производство. Подобно беше положението с всичко, което изискваше електронни елементи – дискове, флопи устройства, принтери, монитори.
Затова в 1986 г. беше решено, персоналните компютри да се произвеждат само в Правец и валутните разходи за производство на персонални компютри да се съсредоточат там. На всички останали производители на електроника в България бяха наложени строги валутни икономии (такъв беше терминът).
Компютрите Правец не бяха популярни в СССР, защото бяха не само изцяло със западни елементи, но и с цели западни модули (дънни платки, видео контролери, дискови контролери и т.н.), внесени от Сингапур, Хонг-Конг и Тайван. Руснаците бяха прави за себе си – защо да купуват Правец-16, като от Тайван можеха да си купят по-евтини и по-добри. За да регистрират Правец-16 в ЕС (Единная Система) и пробият в СССР през 1986 г. екипът на проф. К. Боянов беше преместен от ЦИИТТ в Института по Приборостроене и в началото на 1987 г. е създаден Институт по Микропроцесорна Техника (ИМПТ) с директор проф. К. Боянов към Комбината по Микропроцесорна Техника (КМТ) Правец. На ИЗОТ беше забранено да разработва персонални компютри.
Производството на компютри се стабилизира, като България започва да изнася голяма част от продукцията си за страните от СИВ и по-специално СССР. Производственият капацитет в КМТ Правец беше предвиден да бъде до 100 000 компютъра годишно, но този капацитет никога не е достигнат. Производството е прекратено в началото на 90-те години след преминаването на България към пазарна икономика.

## Модели
Почти всички модели на Правец 8 (ИМКО-1, ИМКО-2, Правец 82, Правец 8М, Правец 8А, Правец 8Е, Правец 8С, Правец 8S, Правец 8VC) са изцяло копие на Apple I и Apple II. Единствено Правец 8Д е базиран на Орик Атмос. Компютрите от серията Правец 16 (Правец 16, Правец 16A, Правец 16H, Правец 16ES) са копие на IBM PC/XT.

### 8-битова архитектура
Серия ПРАВЕЦ 8:
- ИМКО-1 (Индивидуален МикроКОмпютър [2]) е първият български персонален компютър (ПК). Произвежда се през 1980 – 82 г. Клон на Apple II. ОЗУ (RAM) 48 kB (с възможност за разширение до 64 kB), ПЗУ (ROM) 12 kB. Централен процесор (ЦП) с тактова честота 1 MHz. Не ползва дискови запаметяващи устройства (ДЗУ) (защото по това време в България все още не се произвеждат), а лентово ЗУ. Цена по онова време – 4190 лева (около 2600 долара).

- Правец 82 (ИМКО-2) – „82“ е годината на модела. Компютърът е с вграден интерпретатор на BASIC, ОЗУ/ПЗУ – 48/12 kB; Компютърът използва процесор 6502 с тактова честота 1,018 MHz. Българският процесор СМ630 се явява пълен аналог на MOS Technology 6502 и се използва в компютрите Правец 8А/C/S/VC. Правец 82 и ИМКО-2 са идентични на апаратно ниво, като Правец 82 е комерсиалният вариант на ИМКО-2. Разликата между двата модела е в това, че кутията на ИМКО-2 е оцветена в зелено и бежово или кафяво и бежово и хоризонталните капаци са метални, а не пластмасови както при Правец 82. Кутията на Правец 82 е жълта с релеф по нея. Друга разлика между ИМКО-2 и Правец-82 е, че при включването си ИМКО-2 изписва „ИМКО 2“, а Правец-82 изписва „ПРАВЕЦ“ на най-горния ред в средата. ИМКО-2 е произвеждан от ИТКР на БАН, а Правец 82 се е произвеждал от Прибостроителния завод в гр. Правец, по-късно разширен и превърнат в Комбинат по микропроцесорна техника – Правец. Разликата в терминологията между „комбинат“ и „завод“ е в това, че комбинатът комбинира завод за производство с институт за развойна дейност на произвежданите продукти. Произвеждал се е и във военен вариант – с метална кутия и включващ две допълнителни платки, позволяващи свързване към стандартните армейски радиостанции с цел предаване на сигнал по безжичен път от и към същия вид машина, със скорост до 300 bps. Едната платка се е грижела за предаването, а другата за приемането на данните.

- Правец 8E – Внесен в България през 1985 г. в ограничено количество, най-вероятно от Тайван. Този модел не се е произвеждал в България и е директен клонинг на Apple IIe. За разлика от българските компютри Правец не е хардуерно кирилизиран. Правец 8А по всяка вероятност е базиран на него. Най-вероятният производител на този компютър е тайванската фирма Orange. В България са му поставяни лепенки отдолу на кутията на които пише само „Правец 8“.

- Правец 8М – оригинална българска разработка. Също с вграден интерпретатор на BASIC. Има вградена на дъното CP/M платка, съдържаща 16 kB допълнителна памет и процесор тип Z80, позволяващи на системата да работи както с DOS, така и с операционни системи CP/M. Има и военен вариант с различна кутия, подобна на терминал (монитор, компютър и дискетни устройства за в една кутия с полски, вместо български, монитор).

- Правец 8D – 8-битов домашен компютър, използващ домашен телевизор вместо монитор. Програмно несъвместим с компютрите от фамилията Правец 82 (заради различната архитектура). Аналог на Oric Atmos. Първоначално работи само с касетофон за записващо устройство (след 1990 г. се появяват и дискетни устройства за него, обединени в един корпус с контролера[3]. Има подобрени звукови възможности, чрез микросхема на Yamaha. Използва се широко за домашна употреба и за обучение. Изключително атрактивната цена на модела (около 10 пъти по-ниска от Правец 82) дава големи надежди за този модел и не малко ученици и студенти са започнали първите си стъпки на Правец 8D.

- Правец 8А – за първи път използва българският схемен набор (процесор и чипсет) СМ 63x, паметта може да се увеличи до 1080 kB чрез специализиран слот, разположен централно на дънната платка. Достъпът до паметта се осъществява на страници от по 64 kB.

- Правец 8С – Подобрена, но и орязана версия на Правец 8А. Вторият „домашен компютър“, създаден да замести Правец 8D. Няма централен разширителен слот за памет. За сметка на това обаче има 128 KB вградена на дъното RAM памет, вграден флопи дисков контролер, сериен и паралелен интерфейс. При някои от разновидностите на модела серийният и паралелен интерфейс липсват с оглед да се намали крайната цена, а потребителят е можел отделно да си закупи чиповете и ако желае да ги запои на дънната платка. Поради интеграцията на голяма част от периферните платки към дънната има само 3 слота за разширение.

- Правец 8S – Последната версия на 8-битовите компютри от серията Правец. Нещо като „луксозна версия“ на Правец 8C. Произведени са твърде малко количества от този модел. Разликата е в по-добрата интеграция на елементите на дънната платка. Позволява работа с до 1080 kB памет чрез директна замяна на чиповете на дънната платка, без разширителна карта.

- Правец 8VC – Подобрена версия на Правец 8C. Основната известна разлика е в кутията, която наподобява кутията на ИЗОТ 1031C, т.е. мониторът и компютърът са обединени в един корпус. Има до две дискетни устройства, а клавиатурата е отделно.

### 16-битова архитектура
- Правец 16 – аналог на IBM PC, с процесори Intel 8088. Първоначално е разработен под името „ИМКО-4“.
- Правец 16А/Н – „Подобрена“ версия на Правец 16, с процесор v20 на НЕК (NEC), работещ на 8 мегахерца и с 1 MB памет и 20 MB твърд диск. Особеното е, че с програмни средства тактовата честотата на процесора може да се повиши до 12 MHz, а 384 kB от паметта могат да се използват като виртуален диск. [4]
- Правец 16Т – с Интел 8088 10 MHz и 640 kB памет. (Има вариант и с японския процесор V20 на 12 MHz.)
- Правец 286 (EC 1838) – с Интел 80286 8/12 MHz и обем на оперативната памет 3 МВ и адресно пространство 16 МВ, с многослоен и цветенграфичен монитор и с възможности за доокомплектоване с аритметичен копроцесор, синхронни и асинхронни комуникационни модули, контролери за локални мрежи с кръгова и магистрална топология [5]

### 32-битова архитектура
- Правец 386 – с Интел 80386SX 25 MHz и 1 MB памет.
- Правец 486 – произведен само в единични бройки – като прототип.

### 64-битова архитектура
През 2013 г. частен предприемач откупи марката „Правец“ , свободна от 1991 г. и в края на декември 2014 г. фирмата „Правец компютри“ започва да предлага модели тип ултрабук – „Правец“ 64M Освен тях се предлагат Правец 64Д (всичко в едно, само монитор без външна системна кутия) и таблет Правец SchoolBook с клавиатура, въртяща се на 360°, единствен продукт на Правец с архитектура АRM. Всички части са произведени в Тайван. .

## Галерия
- Правец 8
- Правец 82
- Правец 8D
- Правец 8M